# آریوبرزن یکم (پادشاه آتورپاتکان)
آریوبرزن یکم آتورپاتکان (به پارسی باستان: 𐎠𐎼𐎡𐎹𐎠𐎲𐎼𐏀𐎠𐎴؛ نویسه‌گردانی: *Aryābr̥zans؛ زبان یونانی باستان: Ἀριοβαρζάνης؛ نویسه‌گردانی: Ariobarzánēs) همچنین با نام‌های آریوبرزن یکم ماد، آریوبرزن آتروپاتکان، آریوبرزن یکم و آریوبرزن شناخته می‌شود. (در قرن یکم پیش از میلاد به دنیا آمد، از ۶۵ پیش از میلاد تا ۵۶ پیش از میلاد حکومت کرد) شاه آتورپاتکان بود.
او احتمالاً ارمنی و یونانی‌تبار بود. بر اساس شجره‌نامه‌های امروزی، آریوبرزن فرزند پادشاه پیشین آتورپاتکان، مهرداد یکم، و همسرش (دختر پادشاه ارمنی تیگران بزرگ) بود. این موضوع می‌تواند ادعاهای نوادگان مهرداد یکم، در سهیم بودن در پادشاهی ارمنی، و مخالفت با پادشاهان بعدی دودمان آرتاشسی را توضیح دهد. احتمال دیگر در پیوند آریوبرزن یکم به عنوان پسری که از مهرداد یکم و همسرش به دنیا آمد، از طریق نام اوست. نام آریوبرزن نامی ایرانی است.
آریوبرزن نامی ایرانی بود و برخی ساتراپ‌های ایرانی بودند که این نام را یدک می‌کشیدند، مانند برخی از اجداد کلئوپاترا، دختر مهرداد ششم پادشاه پونتوس و خواهر و همسرش لائودیس.